# Exposition agricole de Saint-Hyacinthe

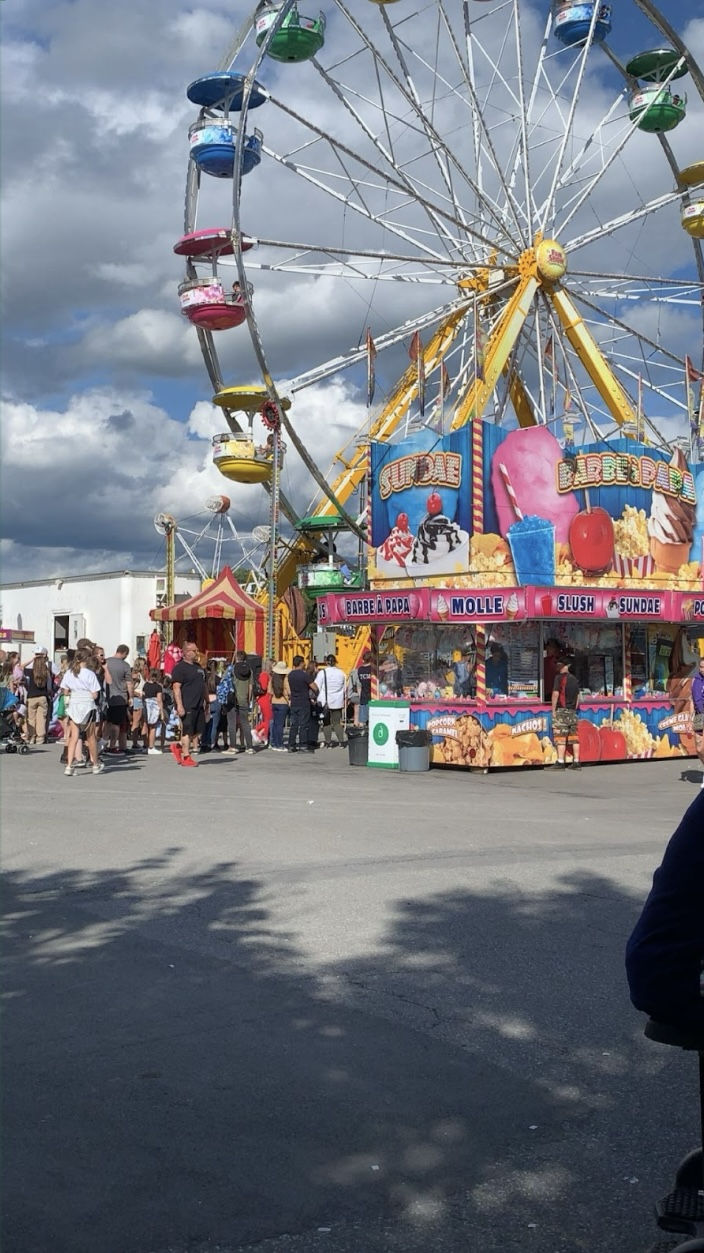
Attractions retrouvées lors de l'exposition agricole de St-Hyacinthe

L'exposition agricole de Saint-Hyacinthe est une foire agricole qui a lieu depuis plus de 187 ans, au Québec, à Saint-Hyacinthe.

## Histoire
L'exposition agricole de Saint-Hyacinthe est née en 1837, à Saint-Hyacinthe, est la plus ancienne foire agricole du Québec,.